# Hockey sur glace aux Jeux olympiques de 1956
Navigation
Oslo 1952 Squaw Valley 1960
Cet article présente les résultats des compétitions de hockey sur glace aux Jeux olympiques d'hiver de 1956 à Cortina d'Ampezzo, en Italie. Le résultat des Jeux a également compté pour le classement du vingt-troisième championnat du monde A de hockey sur glace et du trente-quatrième championnat d'Europe. Un championnat du monde B a eu lieu un mois après les Jeux olympiques.
d'Europe.

## Résultats

### Premier tour
Les deux premiers de chaque groupe sont qualifiés pour le tour final.

#### Groupe A
Résultats
- Canada 4 - 0 Allemagne fédérale
- Canada 3 - 1 Italie
- Canada 23 - 0 Autriche
- Allemagne 2-2 Italie
- Allemagne 7 - 0 Autriche
- Autriche 2-2 Italie

Classement
| # | Équipe             | PJ | V | N | D | BP | BC | Diff | Pts |
| - | ------------------ | -- | - | - | - | -- | -- | ---- | --- |
| 1 | Canada             | 3  | 3 | 0 | 0 | 30 | 1  | +29  | 6   |
| 2 | Allemagne fédérale | 3  | 1 | 1 | 1 | 9  | 6  | +3   | 3   |
| 3 | Italie             | 3  | 0 | 2 | 1 | 5  | 7  | -2   | 2   |
| 4 | Autriche           | 3  | 0 | 1 | 2 | 2  | 32 | -30  | 1   |

#### Groupe B
Résultats
- Tchécoslovaquie 4 - 3 États-Unis
- Tchécoslovaquie 8 - 3 Pologne
- États-Unis 4 - 0 Pologne

Classement
| # | Équipe          | PJ | V | N | D | BP | BC | Diff | Pts |
| - | --------------- | -- | - | - | - | -- | -- | ---- | --- |
| 1 | Tchécoslovaquie | 2  | 2 | 0 | 0 | 12 | 6  | +6   | 4   |
| 2 | États-Unis      | 2  | 1 | 0 | 1 | 7  | 4  | +3   | 2   |
| 3 | Pologne         | 2  | 0 | 0 | 2 | 3  | 12 | -9   | 0   |

#### Groupe C
Résultats
- URSS 5 - 1 Suède
- URSS 10 - 3 Suisse
- Suède 6 - 5 Suisse

Classement
| # | Équipe           | PJ | V | N | D | BP | BC | Diff | Pts |
| - | ---------------- | -- | - | - | - | -- | -- | ---- | --- |
| 1 | Union soviétique | 2  | 2 | 0 | 0 | 15 | 4  | +11  | 4   |
| 2 | Suède            | 2  | 1 | 0 | 1 | 7  | 10 | -3   | 2   |
| 3 | Suisse           | 2  | 0 | 0 | 2 | 8  | 16 | -8   | 0   |

## Phase finale

### Tournoi pour la septième place
- Suisse 7 - 4 Autriche
- Italie 8 - 2 Autriche
- Pologne 6 - 2 Suisse
- Italie 8 - 3 Suisse
- Pologne 4 - 3 Autriche
- Italie 5 - 2 Pologne

| #  | Équipe   | PJ | V | N | D | BP | BC | Diff | Pts |
| -- | -------- | -- | - | - | - | -- | -- | ---- | --- |
| 7  | Italie   | 3  | 3 | 0 | 0 | 21 | 7  | +14  | 6   |
| 8  | Pologne  | 3  | 2 | 0 | 1 | 12 | 10 | +2   | 4   |
| 9  | Suisse   | 3  | 1 | 0 | 2 | 12 | 18 | -6   | 2   |
| 10 | Autriche | 3  | 0 | 0 | 3 | 9  | 19 | -10  | 2   |

### Places de 1 à 6
30 janvier
- États-Unis 7 - 2 Allemagne fédérale
- URSS 4 - 1 Suède
- Canada 6 - 3 Tchécoslovaquie

31 janvier
- Suède 5 - 0 Tchécoslovaquie
- URSS 8 - 0 Allemagne fédérale
- États-Unis 4 - 1 Canada

1er février
- États-Unis 6 - 1 Suède

2 février
- Canada 10 - 0 Allemagne fédérale
- URSS 7 - 4 Tchécoslovaquie

3 février
- Canada 6 - 2 Suède
- Tchécoslovaquie 9 - 3 Allemagne fédérale
- URSS 4 - 0 États-Unis

4 février
- Allemagne fédérale 1-1 Suède
- États-Unis 9 - 4 Tchécoslovaquie
- URSS 2 - 0 Canada

| #                                   | Équipe             | PJ | V | N | D | BP | BC | Diff | Pts |
| ----------------------------------- | ------------------ | -- | - | - | - | -- | -- | ---- | --- |
| Médaille d'or, Jeux olympiques      | Union soviétique   | 5  | 5 | 0 | 0 | 25 | 5  | +20  | 10  |
| Médaille d'argent, Jeux olympiques  | États-Unis         | 5  | 4 | 0 | 1 | 26 | 12 | +14  | 8   |
| Médaille de bronze, Jeux olympiques | Canada             | 5  | 3 | 0 | 2 | 23 | 11 | +12  | 6   |
| 4                                   | Suède              | 5  | 1 | 1 | 3 | 10 | 17 | -7   | 3   |
| 5                                   | Tchécoslovaquie    | 5  | 1 | 0 | 4 | 20 | 30 | -10  | 2   |
| 6                                   | Allemagne Fédérale | 5  | 0 | 1 | 4 | 6  | 35 | -29  | 1   |

## Bilan
L'équipe soviétique réédite son exploit des championnats du monde, en remportant la médaille d'or à leur première participation. Battus par les américains, le Canada ne finit que troisième.

### Classements finaux
| #                                   | Équipe             |
| ----------------------------------- | ------------------ |
| Médaille d'or, Jeux olympiques      | URSS               |
| Médaille d'argent, Jeux olympiques  | États-Unis         |
| Médaille de bronze, Jeux olympiques | Canada             |
| 4                                   | Suède              |
| 5                                   | Tchécoslovaquie    |
| 6                                   | Allemagne fédérale |
| 7                                   | Italie             |
| 8                                   | Pologne            |
| 9                                   | Suisse             |
| 10                                  | Autriche           |

| # | Équipe             |
| - | ------------------ |
| 1 | URSS               |
| 2 | Suède              |
| 3 | Tchécoslovaquie    |
| 4 | Allemagne fédérale |
| 5 | Italie             |
| 6 | Pologne            |
| 7 | Suisse             |
| 8 | Autriche           |

### Effectif des équipes du podium

#### Médaille d'or
L'URSS a aligné les joueurs suivants : Ievgueni Babitch, Vsevolod Bobrov, Nikolaï Khlystov, Alekseï Gourychev, Iouri Krylov, Alfred Koutchevski, Valentin Kouzine, Grigori Mkrtytchan, Viktor Nikiforov, Iouri Pantioukhov, Nikolaï Poutchkov, Viktor Chouvalov, Genrikh Sidorenkov, Nikolaï Sologoubov, Ivan Tregoubov, Dmitri Oukolov et Aleksandr Ouvarov.

#### Médaille d'argent
Les joueurs des États-Unis étaient les suivants : Wendell Anderson, Wellington Burtnett, Eugene Campbell, Gordon Christian, Bill Cleary, Richard Dougherty, Willard Ikola, John Matchefts, John Mayasich, Richard Meredith, Daniel McKinnon, Weldon Olson, John Petroske, Kenneth Purpur, Donald Rigazio, Richard Rodenheiser et Ed Sampson.

#### Médaille de bronze
Le Canada était composé des joueurs suivants : Denis Brodeur, Charles Brooker, William Colvin, Alfred Horne, Arthur Hurst, Byrle Klinck, Paul Knox, Ken Laufman, Howard Lee, James Logan, Floyd Martin, Jack McKenzie, Donald Rope, George Scholes, Gérard Théberge, Robert White et Keith Woodall.